# Херо Мустафа
Херо Мустафа (на английски: Herro Mustafa; на кюрдски: Hêro Mistefa; родена 1973 г.) е американски висш дипломат от кариерата, утвърден от Сената на Съединените щати за посланик на САЩ в България на 26 септември 2019 година.
Тя носи ранга на съветник (FE-OC), най-нисшият от четирите ранга във Висшата външна служба на САЩ.
Историята на кюрдската емигрантка от Ирак в САЩ Херо Мустафа е предмет на документалния филм „Американски герой“ (игрословица с името ѝ, което наподобява на английската дума hero, герой). Тя говори девет езика – английски, кюрдски, арабски, фарси, хинди, руски, турски, испански и гръцки език.
Притежава богат лидерски и междуведомствен опит, с широка ангажираност по въпросите на енергийната сигурност, принципите на правовата държава и борбата с корупцията.

## Биография
Мустафа е родена в Ербил, Ирак, в семейство на кюрди. Като дете прекарва две години в бежански лагер в Иран. Семейството ѝ емигрира в САЩ през 1976 г.
През 1995 г. завършва висшето си образование в Джорджтаунския университет във Вашингтон. Магистърска степен получава в школата „Уидроу Уилсън“ в Принстънския университет, където през лятото работи като стажант в Държавния департамент. Ръководи неправителствена кюрдска организация, наблюдател е на местни избори в Босна и Херцеговина, след това работи като старши редактор в Центъра за стратегически изследвания и проучвания в Абу Даби. През 1999 г. започва постоянна работа в Държавния департамент. Като дипломат Мустафа работи в Бейрут, Атина и Делхи, както и като помощник на държавния секретар Кондолиза Райс, както и като съветник на вице-президента Джо Байдън за Близкия изток. През 2016 г. е назначена за заместник-посланик в Португалия.
Работила е и в Съвета по национална сигурност на САЩ, където е била директор за Иран, Йордания и отношенията между Израел и Палестина (2005 – 2006 г.), както и директор за Ирак и Афганистан през 2004 – 2005 г. Преди това е била на работа в Мосул, Ирак.
Мустафа е омъжена и има две деца.